# Odmiana gatunkowa
Odmiana gatunkowa – podgatunek gatunku literackiego określony ustalonymi regułami dotyczącymi zawartej w utworze literackim tematyki, struktury.

## Podział tematyczny

### Powieść
- fantastyczna
- fantastyczno-naukowa
- gotycka
- historyczna
- kryminalna
- łotrzykowska
- marynistyczna
- produkcyjna
- przygodowa
- psychologiczna
- sensacyjna
- sentymentalna
- społeczno-obyczajowa

## Podział morfologiczny

### Sonet
- francuski
- włoski

## Podział historyczny

### Dramat
- romantyczny
- naturalistyczny
- antyczny